# Pálinkás-Pallavicini Antal
Pálinkás Antal (szül. Pallavicini Antal őrgróf) (Budapest, 1922. július 30. – Budapest, 1957. december 10.) magyar honvéd őrnagy, az 1956-os forradalom kivégzett mártírja. Az 1989-es rendszerváltás után rehabilitálták és posztumusz ezredessé léptették elő.

## Élete

### Származása, pályakezdése
Két nagy múltú arisztokrata család gyermekeként született. Édesapja az olasz eredetű Pallavicini családból származó Pallavicini György őrgróf, édesanyja csíkszentkirályi és krasznahorkai Andrássy Borbála grófnő volt. Anyai nagyapja az 1905-ben elhunyt Andrássy Tivadar gróf volt, Andrássy Gyulának, az Osztrák–Magyar Monarchia első miniszterelnökének fia. Pallavicini Antal a gimnáziumi érettségi után Weiss Manfréd csepeli gépgyárában kezdett dolgozni.
1940 decemberében önkéntesként bevonult a Magyar Királyi Honvédséghez. 1941-ben felvették a Ludovika Akadémiára. 1943-ban harckocsizó hadnaggyá avatták. Magyarország német megszállása (1944. március 19.) után bekapcsolódott a náciellenes, antifasiszta ellenállási mozgalomba. Részt vett a Magyar Front létrehozásában, a Bajcsy-Zsilinszky Endre és társai által vezetett demokratikus ellenállási mozgalom katonai csoportjának összekötőjeként működött. A szervezkedés vezetőinek letartóztatása után átszökött a frontvonalon, és Temesvár térségében a szovjet Vörös Hadsereg fogságába esett. Az önként átállt magyar katonákból szervezett hadosztályban zászlóaljparancsnoki beosztásba került. A németek elleni harcra szánt önkéntes hadosztály bevetésére azonban már nem került sor. Pallavicini Antal az NKVD 126. sz. nyikolajevi hadifogolytáborában lett szovhoz-brigádvezető, később a lágerkórház részlegparancsnoka.
1946 februárjában érkezett haza a szovjet hadifogságból. Sikeresen átesett az igazolási eljáráson, így megmaradhatott a katonatiszti pályán. A felszerelési csoportfőnökséghez osztották be. 1947-től Beleznay István vezérőrnagynak, a Honvédség anyagi főcsoportfőnökének segédtisztje lett. Bátyját, ifj. Pallavicini Györgyöt az ellenállási mozgalomban való részvételéért a németek elfogták és Dachauba hurcolták. Hazatérése után 1946-ban a magyar hatóságok elfogták, és átadták az NKVD-nek, 1949-ben egy szibériai lágerben halt meg.
Pallavicini Antal 1947-ben belépett az Magyar Kommunista Pártba. 1948-ban kitüntették a Magyar Szabadság Érdemrend bronz fokozatával, a háború alatt végzett antifasiszta tevékenységéért. Tagjelölt lett az 1948-ban megalakult Magyar Dolgozók Pártjában is. 1950-ben a piliscsabai harckocsizó ezredben szolgált, ahol kinevezték zászlóaljparancsnokká. 1951-ben Aszódra helyezték, az ottani ezred törzsfőnöki beosztásába. Ebben az évben történelmi Pallavicini családnevét a plebejus hangzású Pálinkásra változtatta.
1954-ben alezredessé léptették elő, de visszaéléssel vádolták meg. Visszaminősítve Egerbe helyezték, az ottani gépkocsizó lövészezred egyik zászlóaljának parancsnoki beosztásába. Ugyanekkor törölték tagjelöltségét az MDP-ben, nagybirtokos arisztokrata származására való hivatkozással. 
1955 júliusában a rétsági Páncélos Tiszthelyettes Kiképző Ezredhez helyezték, beosztott törzstisztként. 1956-ra az itteni harckocsizó ezred törzsfőnöki beosztásáig emelkedett. Ebben a tisztségben érte az 1956-os forradalom kitörése.

### Az 1956-os forradalomban
Október 30-án a rétsági harckocsizó ezred Forradalmi Katonatanácsának elnökévé választották. Kapcsolatban állt a helyi civil forradalmi szervezetekkel, a nemzetőrség részére több alkalommal fegyvert és lőszert szolgáltatott ki. Ugyanezen a napon az Újpesti Nemzeti Bizottság fegyveres csoportot küldött Mindszenty József bíboros kiszabadítására, akit Felsőpetényben, az Almássy-kastélyban őriztek. Az ÁVH-s őrség harc nélkül feloszlott, a felkelők a kiszabadított Mindszentyt a rétsági laktanyába vitték. Az akcióban részt vett a rétsági ezred néhány tisztje is (Stift Róbert, Vajtai Gyula, Tóth József főhadnagyok, Galajda Béla hadnagy). Maga Pálinkás őrnagy ekkor még nem vett részt az eseményekben. Tildy Zoltán államminiszter még aznap utasította az ezred parancsnokságát, hogy Mindszentyt szállítsák Budapestre, megfelelő biztosítás mellett.
Október 31-én reggel Pálinkás őrnagy mint az ezred törzsfőnöke és katonatanácsának elnöke, rohamlövegből, harckocsikból, katonai teherautókból, az újpesti felkelők tehergépkocsijaiból és két Pobjedából álló menetoszlopot szervezett, amelyen Budapestre szállította Mindszentyt, aki november 1-jén este már nyilatkozhatott a Magyar Rádióban. A bíboros elismeréssel szólt az őt kísérő katonákról, köztük Pálinkás őrnagyról is. A budai Várnegyedben Pálinkás őrnagy különítményének tisztjei látták el az Úri utcai érseki palota őrzését november 4-éig, amikor a szovjet csapatok támadásának hírére Mindszenty bíboros az amerikai nagykövetségre ment. „A történelem orgonáján az Isten játszik, a fegyverek zörejéből és zajából kihallatszik a magyar ifjúságnak és munkásságnak szabadságóhaja.” – nyilatkozta a bíboros az Új Ember című lapnak november 4-én.
Pálinkás őrnagy, tiszttársaival együtt visszatért rétsági állomáshelyére. Az ezredparancsnok, Garami Lajos utasítására riadót rendelt el, páncélosai védelmi terepszakaszt foglaltak el, a civil felkelőknek nagy mennyiségű fegyvert adtak ki. A Honvédelmi Minisztérium utasítása értelmében azonban – amelyet Váradi Gyula vezérőrnagy továbbított nekik telefonon – nem került sor tűzharcra, letették a fegyvert a bevonuló szovjet csapatok előtt.

### A megtorlás

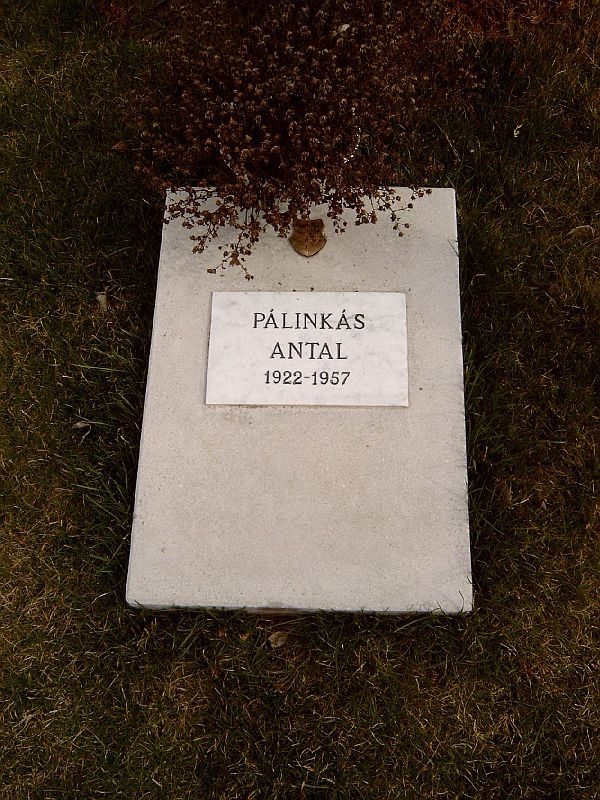
Pallavicini (Pálinkás) Antal gróf sírja Budapesten. Új köztemető: 301.

A Népszabadságban már 1956. november 25-én megjelent egy újságcikk, „Mindszenty bíboros jelentkezése az ellenforradalmi kísérletben” címmel, amely Pálinkást az ellenforradalom egyik vezéralakjaként állította be, és megvádolta a bíboros erőszakos kiszabadításával is. A cikkben céloztak arisztokrata származására, és édesapjának, Pallavicini Györgynek az 1919-es Magyar Tanácsköztársaság ellen kifejtett tevékenységére is. A baljós előjelek ellenére sem gondolt azonban arra, hogy hazáját elhagyja, hiszen nem követett el bűncselekményt.
Pálinkás őrnagyot, több tiszttársával együtt 1956. december 25-én letartóztatták, majd szabadon engedték. Nem akart az új rendszer fegyveres szolgálatába lépni. Nem írta alá a tiszti nyilatkozatot, saját maga kérte leszerelését, mely 1957. január 4-én meg is történt. Ezután a Honvédség Mohács utcai garázsában dolgozott, garázsmesterként.
1957. február 6-án éjszaka ismét letartóztatták. Katonai bíróság elé állították. Mindszenty bíboros törvénytelen kiszabadításával, ellenforradalmi röplapok aláírásával, és a népi demokratikus államrend megdöntésére irányuló mozgalom vezetésével vádolták meg. Vizsgálati fogsága idején cellatársa volt Háy Gyula drámaíró is, akit a Legfelsőbb Bíróság Népbírósági Tanácsa az államrend elleni szervezkedésben való irányító részvétel vádjával hat évi börtönbüntetésre ítélt. (Kiszabadulása után írt és később megjelent visszaemlékezéseiben Háy megörökítette találkozásukat.)
1957. szeptember 16-án Pálinkás Antalt a Budapesti Katonai Bíróság első fokon életfogytiglani börtönbüntetésre ítélte. Az ügyész fellebbezése nyomán ítéletét a Legfelsőbb Bíróság Katonai Kollégiumának különtanácsa 1957. november 11-én kötél által végrehajtandó halálos ítéletre súlyosbította. Kegyelmi kérvényét elutasították. 1957. december 10-én reggel a Budapesti Országos Börtönben kivégezték, testét a budapesti Új köztemető 301-es parcellájában jeltelen sírba temették.
Mindszenty bíborost mélyen megrázta Pálinkás őrnagy kivégzésének híre. „Halála kapcsolódik a velem történt eseményekhez” – írta 1974-ben kiadott Emlékirataiban. Pálinkás őrnagy rétsági ezredparancsnokát, Garami Lajost (* 1919), a per másodrendű vádlottját tíz évi börtönbüntetésre ítélték, ő 1961-ben kiszabadult.

### Utóélete
Hátrahagyott családtagjait a Kádár-rendszer politikai rendőrsége továbbra is figyeltette, gyermekei elől elzárták a főiskolai tanulmányok lehetőségét. Kétszer házasodott, első feleségét, Székely Juditot (1924–1999), 1947. május 24-én vette feleségül Budapesten. A házasságot 1952-ben bontották fel. Házasságukból egy fiú született, őrgróf Pallavicini András, 1948-ban, aki 1973-ig itthon élt, majd disszidált, ma Torontóban él, csak a rendszerváltás után látogatott haza. Pálinkás-Pallavicini Antal 1953-ban, Dudás Ilonával (*1931) kötött házasságából egy leánya született, Borbála 1954-ben, aki máig Budapesten él. Özvegye itthon élte meg a rendszerváltást. András Budapesten, 1969. december 6.-án elvette a csehszlovák származású Papulajova Tamarát (1951–1991), akitől született Pallavicini Zita újságíró, eredeti szakmáját tekintve színésznő.
Az 1989-es rendszerváltás után rehabilitálták, posztumusz ezredesi előléptetést kapott. A budapesti Új köztemetőben lévő sírhelyét, ahová kivégzői 1957-ben titokban temették, azonosították, helyrehozták. 2006. október 23-án Bocskai T. József, az Igazolt Magyar Szabadságharcos Világszövetség elnöke a Magyar Honvédségnek egy Pálinkás-Pallavicini Antalról elnevezett 1956-os történelmi zászlót adományozott, amelyet Havril András vezérezredes, vezérkari főnök vett át.

### Emléke

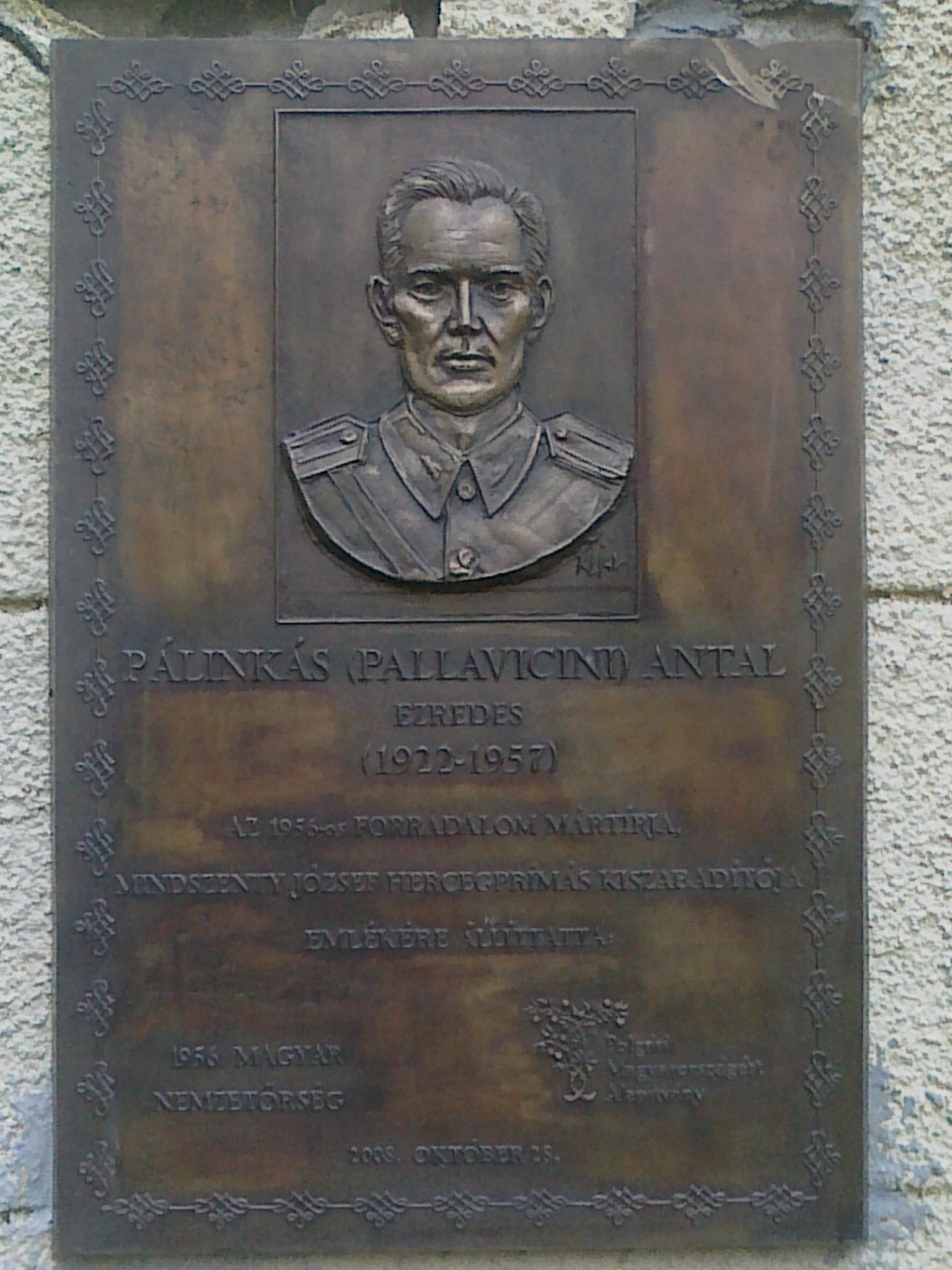
Pallavicini (Pálinkás) Antal emléktáblája Felsőpetényben az Almássy-kastély falán

- Bolognában, a Villa Pallaviciniben Pálinkás Antal emlékkiállítást rendeztek be.
- A budapesti Terror Háza Múzeum Mártírjaink emlékfalán szerepel.
- Emléke előtt tisztelegve 2008-ban az 1956-os Magyar Nemzetőrség emléktáblát avatott fel Felsőpetényben, az Almássy-kastély falán.[4]